# 日经广播电台
株式会社日经广播电台（日语：株式会社日経ラジオ社）是日本的一家商业短波电台，亦通过移动电话和网络播出，也是日本国内除NHK广播外唯一进行全国放送的广播电台。该台与东京电视台及日经CNBC同样为日本经济新闻社旗下企业，但与两者关系不大。

## 概况
日经广播电台是日本以及全球唯一一家民营商业短波电台，开播时名称为“日本短波电台”（日语：日本短波放送），1978年11月23日，该台开始使用“Radio Tampa”（日语：ラジオたんぱ）的昵称，2003年10月1日正式改为现在的名称。其主要栏目以财经、健康、文化为主，周末时还会转播日本中央竞马会（JRA）马赛的实况。广播语言以日语为主，亦有少量的英语节目。
该台有两套节目，第一套节目以综合节目为主，周末转播东日本地区赛马；第二套节目则以音乐节目为主，周末转播西日本地区赛马。

## 广播频率及时间
以下為2021年7月之後的運用時間：
- 第1放送

| 呼号 | 频率(KHz) | 发射功率(kW) | 发射地     | 时间（JST） | 備註                                  |
| JOZ  | 3925      | 50           | 長柄送信所 | 僅供緊急情況使用                                                                                                   | 自1961年9月起發射功率從10kW增強至50kW |
| JOZ2 | 6055      | 50           | 長柄送信所 | 周一至周四：07:15-24:00 周五：07:15-24:30(周六00:30) 周六：08:40-19:30 周日：08:40-19:00                           | 自1961年9月起發射功率從10kW增強至50kW |
| JOZ3 | 9595      | 50           | 長柄送信所 | 僅供緊急情況使用                                                                                                   | 自1961年9月起發射功率從10kW增強至50kW |
| JOZ4 | 3925      | 10           | 根室送信所 | 周一至周四：07:15-08:00、17:00-24:00 周五：07:15-08:00、17:00-24:30(周六00:30) 周六：17:00-19:30 周日：17:00-19:00 | 針對首都圈難以收聽的補全對策          |

- 第2放送

| 呼号 | 频率(KHz) | 发射功率(kW) | 发射地     | 时间（JST）                                   | 備註                                                                         |
| JOZ5 | 3945      | 10           | 長柄送信所 | 僅供臨時延長廣播時使用                        |                                                                              |
| JOZ6 | 6115      | 50           | 長柄送信所 | 周一至周五：08:30-19:00 周六、日：09:00-17:00 | 自1981年9月起發射功率從10kW增強至50kW 為了迴避影響國際廣播而不在19時之後使用 |
| JOZ7 | 9760      | 50           | 長柄送信所 | 僅供緊急情況使用                              | 自1981年9月起發射功率從10kW增強至50kW 為了迴避影響國際廣播而不在17時之後使用 |

- 网络广播

radiko.jp（仅限日本国内）
1. 1 2  每個月最後一個星期三延長到24:20(周四00:20)